# Michael Richter (Schachspieler)
Michael Richter (* 20. Juli 1978 in Ost-Berlin) ist ein deutscher Schachspieler und -trainer. Er ist seit 2005 Gründer und Inhaber der „Schachschule Berlin“ am Olivaer Platz. Seit 2005 ist er offizieller FIDE-Trainer und seit 2015 Großmeister.

## Leben
Seine ersten schachlichen Schritte machte er in der Schachsektion der SG NARVA Berlin, bei der Jugendleiter Ronald Hübner von 1986 bis 1991 sein Trainer war. Um sich schachlich weiterzuentwickeln, wechselte er 1991 zu den Schachfreunden Neukölln. Im gleichen Jahr erreichte er bei der Deutschen Jugend-Einzelmeisterschaft U13 in Neumünster einen vierten Platz. Im Jahre 1993 wiederholte er diese Platzierung bei der Deutschen Meisterschaft der 15-Jährigen in Berlin. 1994 war er Berliner Meister in der U20, ein Jahr später in der U17. 1996 gewann er in Schöneck/Vogtl. die Internationale Deutsche Jugendmeisterschaft. In der deutschen Schachbundesliga spielte er zum ersten Mal in der Saison 1997/98 mit dem SV Empor Berlin. Ab Juli 1998 spielte er für den SK Zehlendorf, unter anderem in der Saison 2005/06 in der 1. Bundesliga. Von 2006 bis 2009 spielte er in der Schachbundesliga mit dem SC Kreuzberg. Seit 2011 ist Richter Mitglied des SK König Tegel, für den er in den Saisons 2011/12, 2013/14 und 2016/17 in der 1. Bundesliga spielte. In der norwegischen Eliteserien, spielte er in den Saisons 2006/07 und 2008/09 für die Trondheim Sjakkforening.
Michael Richter trägt seit 1999 den Titel Internationaler Meister. Die Normen hierfür erzielte er 1997 in Bled, sowie 1998 beim A-Open der 26. Dortmunder Schachtage und beim Berliner Sommer. Eine Großmeister-Norm erfüllte er in der 2. Bundesliga Nord in der Saison 2002/03, in der er unter anderem gegen Henrik Danielsen, Konstantin Sakajew und Felix Levin gewann sowie gegen Robert Rabiega, Frank Lamprecht und Piotr Murdzia remis spielte. Nachdem er im August 2010 bei einem Turnier in Barcelona und im April 2014 beim 14. Norderstedter Osterturnier weitere GM-Normen erfüllte und im November 2014 erstmals die erforderliche Elo-Zahl von 2500 überschritt, wurde ihm 2015 der Großmeister-Titel verliehen.
Seit 2005 betreibt Michael Richter in Berlin eine Schachschule, in der er Training vor allem für Kinder und Jugendliche anbietet. Als Verein Schachpinguine Berlin nehmen die von ihm trainierten Jugendlichen auch an Wettkämpfen teil.

## Veröffentlichungen
- Geheimnisse der Planfindung. ChessBase DVD, Hamburg 2012, ISBN 978-3-86681-241-3.
- Geheimnisse der Variantenberechnung. ChessBase DVD, Hamburg 2012, ISBN 978-3-86681-318-2.
- Fritztrainer Strategie – Erfolgsstrategien Band 1: Offene Linien. ChessBase DVD, Hamburg 2013, ISBN 978-3-86681-389-2.
- Fritztrainer Strategie – Erfolgsstrategien Band 2: Felderschwächen. ChessBase DVD, Hamburg 2014, ISBN 978-3-86681-445-5.
- Fritztrainer Strategie – Erfolgsstrategien Band 3: Planfindung & Variantenberechnung. ChessBase DVD, Hamburg 2018, ISBN 978-3-86681-656-5.
- Italienisch Powerbook 2018. ChessBase DVD, Hamburg 2018.
- Najdorf Powerbook 2018. ChessBase DVD, Hamburg 2018.